# Eleutherozoa
Eleutherozoa (do grego: "animais livres") é um subfilo do filo Echinodermata que agrupa os equinodermes caracterizados por serem organismos que mantém vida livre durante a fase adulta e terem a boca dirigida em direcção ao substrato sobre o qual vivem. A maioria destes organismos apresentam madreporito, espinhos móveis de qualquer natureza e pés ambulacrários, o que os diferencia dos equinodermes do grupo Pelmatozoa que vivem fixos ao substrato. Alguns dos membros do taxon apresentam corpos de Tiedemann no sistema hidrovascular. A presença do grupo é conhecida no registo fóssil a partir do Câmbrico. Todas as espécies de equinodermes extantes, com excepção das pertencentes a Crinoidea pertencem a este grupo.

## Sistemática
O subfilo agrupa as siguintes classes:
- Concentricycloidea, margaridas-do-mar, com 2 espécies conhecidas;
- Holothuroidea, pepinos-do-mar, com 900 espécies;
- Echinoidea, ouriços-do-mar, com 850 espécies;
- Asteroidea, estrelas-do-mar, com 1500 espécies;
- Ophiuroidea, ofiuros, com 2000 espécies.

Correntemente existem duas hipóteses de classificação interna do grupo, ambas bem suportadas por dados morfológicos e moleculares, diferindo apenas no enquadramento dado aos Ophiuroidea (ofiuros): (1) a hipótese "Cryptosyringida" postula que a morfologia em estrela é plesiomorfica entre os Eleutherozoa como um todo, e que as estrelas-do-mar (Asteroidea) e dos ofiuros (Ophiuroidea) não estão estreitamente aparentadas, enquadrando os ofiuros no clade Cryptosyringida em conjunto com os Echinozoa; (2) a hipótese  "Asterozoa", por outro lado, postula que as formas em estrela, com os seus braços bem definidos, e globosa dos Echinozoa, evoluiram de forma independente a partir de um ancestral de morfologia desconhecida, mas que as formas em estrela e globosas são estritamente monofiléticas. Não se conhece o suficiente sobre a filogenia basal dos Eleutherozoa e dos equinodermes em geral para escolher de forma segura qual das hipóteses é correcta.
Os Asterozoa deveriam ser classificados como superclasse ou considerados como um clado não graduado entre os Cryptosyringida e os Eleutherozoa, dependendo da aceitação das hipóteses "Asterozoa" ou "Cryptosyringida".
A investigação mais recente favorece o seguinte sistema de classificação:

|  | Asteroidea     |
|  |                |
|  | †Somasteroidea |
|  |                |

|           | Ophiuroidea                                                  |
|           |                                                              |
| Echinozoa | \| \| Holothuroidea \| \| \| \| \| \| Echinoidea \| \| \| \| |
|           | \| \| Holothuroidea \| \| \| \| \| \| Echinoidea \| \| \| \| |
|           | Holothuroidea                                                |
|           |                                                              |
|           | Echinoidea                                                   |
|           |                                                              |

|  | Holothuroidea |
|  |               |
|  | Echinoidea    |
|  |               |

|  | Asteroidea     |
|  |                |
|  | †Somasteroidea |
|  |                |

|           | Ophiuroidea                                                  |
|           |                                                              |
| Echinozoa | \| \| Holothuroidea \| \| \| \| \| \| Echinoidea \| \| \| \| |
|           | \| \| Holothuroidea \| \| \| \| \| \| Echinoidea \| \| \| \| |
|           | Holothuroidea                                                |
|           |                                                              |
|           | Echinoidea                                                   |
|           |                                                              |

|  | Holothuroidea |
|  |               |
|  | Echinoidea    |
|  |               |

|  | Asteroidea     |
|  |                |
|  | †Somasteroidea |
|  |                |

|           | Ophiuroidea                                                  |
|           |                                                              |
| Echinozoa | \| \| Holothuroidea \| \| \| \| \| \| Echinoidea \| \| \| \| |
|           | \| \| Holothuroidea \| \| \| \| \| \| Echinoidea \| \| \| \| |
|           | Holothuroidea                                                |
|           |                                                              |
|           | Echinoidea                                                   |
|           |                                                              |

|  | Holothuroidea |
|  |               |
|  | Echinoidea    |
|  |               |

|  | Asteroidea     |
|  |                |
|  | †Somasteroidea |
|  |                |

|           | Ophiuroidea                                                  |
|           |                                                              |
| Echinozoa | \| \| Holothuroidea \| \| \| \| \| \| Echinoidea \| \| \| \| |
|           | \| \| Holothuroidea \| \| \| \| \| \| Echinoidea \| \| \| \| |
|           | Holothuroidea                                                |
|           |                                                              |
|           | Echinoidea                                                   |
|           |                                                              |

|  | Holothuroidea |
|  |               |
|  | Echinoidea    |
|  |               |